# Kawakibi
Abd al-Rahman al-Kawakibi (en árabe:عبد الرحمن الكواكبي) fue un intelectual y editor sirio de finales del siglo XIX. Es considerado como uno de los precursores del panarabismo y fue uno de los reformistas islámicos más influyentes de las provincias árabes del Imperio Otomano. Este grupo de intelectuales contribuyó a la emergencia del "Despertar árabe" (al-Nahda) y asentó las bases del Salafismo modernista. Al-Kawakibi articula sus ideas en dos obras fundamentales, Tabai al-Istibdad wa Masasi al-Isti'bad ("La naturaleza del despotismo y las injurias de la esclavitud"), una crítica contra la tirania del Imperio Otomano, y Umm al-Qura ("La madre de las ciudades"), donde sugiere la resurgencia del panislamismo. Su defensa por los méritos de los árabes en el apéndice de su obra Umm al-Qura hizo que fuera considerado un pionero del nacionalismo árabe.
Murió en el Cairo en 1902 por causas desconocidas. Su familia alega que pudo haber sido envenado por agentes del sultán otomano.

## Biografía

#### Juventud y formación
Al-Kawakibi nació el 8 de julio de 1855 en el seno de una familia de notables académicos y dignatarios de Alepo. Desde su infancia, recibió una formación religiosa, tanto en su círculo familiar, como en la escuela coránica de Alepo donde memorizó algunas partes del Corán y estudió gramática árabe, turco y persa. Cuando acabó sus estudios en la escuela coránica, fue enviado a una escuela privada en Antioquia para recibir las enseñanzas de prestigiosos académicos como Abbas II Hilmi, el último jedive de Egipto.
Un año más tarde, al-Kawakibi se incorporó a la Escuela Kawakibi (al-Madrasa al-Kawakibiyya), fundada por sus ancestros y administrada por su padre, donde siguió una formación de ciencias árabes e islámicas. Además, recibía una instrucción privada en persa, turco y otras materias de ciencias sociales y ciencias naturales que le ayudaron a desarrollar un especial interés en las matemáticas, la historia y la política. Su inclinación por la política y su conocimiento en lenguas le permitió acceder a la prensa que circulaba desde Estambul y Beirut a partir de la cual inspiró sus ideas patrióticas y constitucionales, en particular de los artículos de los Jóvenes Otomanos para editar periódicos en los años posteriores.
Kawakibi se casó cuando tenía 20 años con Fátima, hija del sheij Muhammad Ali al-Kahel, y tuvieron cinco hijos. Rashid Rida describía a al-Kawakibi como un gran autodidacta y conocedor del fiqh. Y otros autores coetáneos a al-Kawakibi como Georges Antonius alababan sus virtudes y le apodaban "Abu al-du'afa" (Padre de los débiles)

#### Edición de periódicos
El interés que mostraba Abd al-Rahman al-Kawakibi en asuntos contemporáneos y su dominio en el turco le aseguraron, en 1975, un puesto en la administración otomana como editor y traductor del periódico oficial de Alepo, el-Furat (Éufrates). El-Furat había sido fundado en 1968 por el intelectual Cevdet Pasha que, como otros reformadores de la época, consideraba el periódico como un vehículo de transmisión de ideas y noticias. En 1977, mientras trabajaba en el-Furat, al-Kawakibi se convirtió en editor y escritor del primer periódico privado en Alepo, el-Shahba, que aparecía como un nuevo periódico de opinión política en medio de la efervescencia periodística de al-Nahda en  Siria. Los artículos de al-Kawakibi en el-Shahba se inspiraban de los movimientos de reforma como los Jóvenes Otomanos y presentaban una crítica radical contra el gobierno del Imperio Otomano, en particular, contra el gobernador de Alepo. En 1979, el Consejo provincial suspendió el periódico, y la editorial cerró definitivamente.
Con la llegada del nuevo gobernador, Ghalib Pasha, al-Kawakibi renovó su iniciativa periodística con un nuevo periódico, al-I'tidal (Moderación), con la que continuó la misma línea crítica radical que el-Shahba y, al igual que este periódico, fue suspendido por su tendencia patriótica y sus ataques a los déspotas de su época.
Su implicación como editor dividió su trayectoria: por una parte, comenzó a ostentar altos cargos en la administración de Alepo durante las reformas de la Tanzimat (1839-1876); por otra parte, era el responsable de varias iniciativas civiles de defensa de la población árabe frente al gobierno otomano.

#### Un exilio a Egipto
Tras su polémica actividad periodística, ocupó varios puestos gubernamentales y administrativos en la Siria del Imperio Otomano. Sin embargo, su actividad política aumentó y decidió abrir una Oficina de Leyes independiente en Alepo, donde recibía varias personas cada día para resolver sus problemas financieros y defender sus derechos como ciudadanos.
A pesar de ocupar numerosos puestos en la administración otomana, las autoridades continuaron persiguiendo a al-Kawakibi por su compromiso político y por no ceder sus críticas por escrito contra el gobierno. Para huir de la censura y las persecuciones, el autor decide partir a Egipto en 1898. Egipto había ganado autonomía del Imperio Otomano a lo largo del siglo XIX y se había convertido, desde 1880, en un centro político y cultural bajo la colonia británica. Al igual que al-Kawakibi, multitud de activistas y reformistas político-religiosos de Líbano y Siria llegaron a Egipto para poder desarrollar libremente sus proyectos e iniciativas reformistas.

#### Encuentro con el reformismo islámico
La reforma islámica en Egipto estuvo representada por tres precursores del reformismo del siglo XIX, Jamal al-Din al-Afghani, Muhammed Abduh y Rashid Rida, que influyeron el pensamiento de al-Kawakibi. El reformismo islámico de al-Kawakibi estaba motivado por las realidades políticas y socioeconómicas de finales del siglo XIX, particularmente de Alepo, y por los movimientos nacionalistas árabes que se desarrollaban libremente en la escena egipcia.
Su exilio en Egipto se caracterizó por su integración en la escena intelectual egipcia y, en particular, por su amistad con Rashid Rida, con quien compartía ideas tanto de islamismo y panarabismo como de interpretaciones coránicas.  
Aunque al-Kawakibi rechazaba una imitación de Occidente y de sus valores, el autor también estuvo influido por ideas y pensamientos provenientes de Europa. Algunos autores que contribuuyeron en el desarrollo de su percepción política fueron  Montesquieu, Vittorino Alfieri y Wilfrid Scawfen.

## Pensamiento

#### Un panislamismo exclusivamente árabe
Al-Kawakibi, influido por el movimiento reformista, salafiyya, de Al-Afghani, Abduh y Rida, defiende que un "retorno a los orígenes del islam significa una revivificación del islam para los árabes; el Corán y la Sunna deben ser únicamente comprendidos en lengua árabe porque el árabe es la lengua del  Corán"
Su premisa de que "los árabes son los mejores musulmanes" estaba marcada por la experiencia personal del autor en su ciudad de origen, Alepo, donde el Imperio Otomano privilegiaba a los no-árabes frente a los árabes. Además consideraba a los árabes de Arabia como mejores árabes porque eran los más cercanos a los musulmanes originales. Proponía también el establecimiento de un Califato árabe en Meca como una reforma del islam y una forma de unificación panarabista.

#### Despotismo y tiranía
Una gran parte del pensamiento de al-Kawakibi se orienta hacia una crítica contra el Imperio Otomano y contra las sociedades árabes de su época. El poder otomano ha devenido árabe. En sus obras, Tabai al-istibdad wa Masari al-Isti'bad y Umm al-Qura reflexiona sobre el despotismo y la tirania influidos por un acaparamiento del poder en exceso por los regímenes de su época.
Define el despotismo como "una característica del gobierno que se comporta en los asuntos de sus sujetos tal y como desee, sin temer ser sancionado". Para evitar que los déspotas se apoderen del islam, al-Kawakibi propone una renovación del islam y una democracia basada en el Corán para "vivir en justicia e igualdad".
De acuerdo con al-Kawakibi, la tiranía política deriva de una tiranía religiosa. "El islam está construido sobre una libertad política situada entre la aristocracia y la democracia. En el islam original, los líderes religiosos no controlaban a las personas", es por esta razón que el autor que defiende un retorno al islam original. 

#### Fundamentos islámicos de la democracia
Según al-Kawakibi "el islam se funda sobre las bases de la administración democrática"; "Dios es supremo y adorado y nadie más puede someterse y adorar a otra persona que no sea sea Dios". Así, al-Kawakibi presenta la democracia como el sistema político que mejor se adapta a los principios islámicos porque permite establecer el Corán como fuente de legitimidad y es incompatible con el "despotismo y la tiranía".
Sus fundamentos son la figura de un emir (autoridad), la shura (consulta) a la comunidad islámica, la división de poderes, la nasiha (consejo del Califa), la bay'ah(juramento de lealtad) a un Califa y el ijtihad. (esfuerzo de reflexión del Corán y la Sunna).
En un informe consular británico de 1858 en Alepo, la población musulmana del norte de Siria aspiraba a una autonomía con respecto al Imperio Otomano y a la formación de un Estado árabe que estuviera bajo la soberanía de los jerifes de La Meca. En este contexto, al-Kawakibi preconiza que el Califa fuese elegido por un periodo de tres años y que los poderes temporales y los poderes espirituales estuviera separados.

#### Decline y resurgimiento del islam
En Umm al-Qura, al-Kawakibi expone las causas del decline del islam: causas políticas, causas morales y causas derivadas de la política y administración de los otomanos. La obra se basa en una serie de encuentros ficticios entre miembros representantes de los 22 países musulmanes en Meca para dialogar sobre la necesidad de un "despertar del islam" (al-Sahwa al-islamiyya). Dentro de esta línea de pensamiento, al-Kawakibi considera que el retorno al islam de las primeras generaciones de musulmanes (salaf) es la solución contra el estancamiento y la ignorancia, y por lo tanto, contra la tiranía y despotismo. Al-Kawakibi es uno de los primeros teóricos que emplea el término salafismo en su obra.
Otras causas del declive del islam fueron el uso de la "innovación ilegal" (bid'a), en particular la llegada de elementos místicos, y el uso de la imitación (taqlid), lo cual niega la razón para distinguir lo que es esencial de lo que no. Sin embargo, al-Kawakibi hace hincapié en las causas principales de este declive: el despotismo y la corrupción de líderes que han apoyado una falsa religión y no el verdadero islam.

## Obras publicadas
- (2006) Du despotisme et autres textes. (Trad. del árabe: Kodman, Hala) París: Sindbad (Original en árabe, 1986)

- (1986) Tabai al-Istibdad wa Masari al-Isti'bad [La naturaleza del despotismo]. Dar al-Nafa'is: Beirut

- (1899) Umm al-Qura: Meca [La madre de las ciudades: Meca]. Dar al Ra'id al-Arabi: Beirut